# Sandkasetjärnet
Sandkasetjärnet är en sjö i Färgelanda kommun i Dalsland och ingår i Örekilsälvens huvudavrinningsområde. Sjöns area är 0,026 kvadratkilometer och den befinner sig 120 meter över havet.